# Semicossyphus pulcher
Semicossyphus pulcher is een  straalvinnige vissensoort uit de familie van lipvissen (Labridae). De wetenschappelijke naam van de soort is voor het eerst geldig gepubliceerd in 1854 door Ayres.
De soort staat op de Rode Lijst van de IUCN als Kwetsbaar, beoordelingsjaar 2006. De omvang van de populatie is volgens de IUCN dalend.